# 坦噶魮
坦噶魮（学名：Barbus tangandensis）為輻鰭魚綱鯉形目鯉科魮屬的其中一個種。該物種於1954年由Reginald Arthur Jubb描述，分布於非洲喀麥隆，體長可達7.6公分。

## 扩展阅读
維基物種上的相關：坦噶魮